# Polydesmus urvillii
Polydesmus urvillii är en mångfotingart som beskrevs av Le Guillou. Polydesmus urvillii ingår i släktet Polydesmus och familjen plattdubbelfotingar. Inga underarter finns listade i Catalogue of Life.